# La logica del tempo
La logica del tempo è un singolo del cantautore italiano Renato Zero, pubblicato il 29 gennaio 2021 come quarto estratto dall'album in studio Zero Settanta e secondo dal Volume Due.

## Video musicale
Il videoclip, diretto da Roberto Cenci, è stato pubblicato il 10 febbraio 2021 sul canale YouTube del cantautore.

## Tracce
Download digitale e streaming
1. La logica del tempo – 3:38